# قسم عليا الريفي (مقاطعة أردستان)
قسم علیا الريفي (بالفارسية: دهستان علیا) هي منطقة سكنية تقع في إيران في قسم. يقدر عدد سكانها بـ 1,836 نسمة .